# Ferrovia Maastricht-Venlo
La ferrovia Maastricht-Venlo è una linea ferroviaria dei Paesi Bassi tra Maastricht e Venlo. La linea entrò in esercizio nel 1865 collegando le città di Maastricht e Venlo passando per Sittard e Roermond.
Con le linee Breda-Eindhoven e Venlo-Eindhoven va a formare la Staatslijn E (tradotto dall'olandese, "Linea di stato E"),
| Continuation backward |

| Station on track |

| Stop on track |

| Stop on track |

|  | Unknown route-map component "ABZg+l" | Unknown route-map component "CONTfq" |

| Unknown route-map component "SKRZ-Au" |

| Unknown route-map component "SKRZ-Au" |

| Stop on track |

| Unknown route-map component "CONTgq" | Unknown route-map component "ABZg+r" |  |

| Station on track |

|  | Unknown route-map component "ABZgl" | Unknown route-map component "CONTfq" |

| Stop on track |

| Stop on track |

| Unknown route-map component "SKRZ-Au" |

| Unknown route-map component "exCONTgq" | Unknown route-map component "eABZg+r" |  |

| Station on track |

|  | Unknown route-map component "ABZgl" | Unknown route-map component "CONTfq" |

| Stop on track |

| Stop on track |

| Stop on track |

| Unknown route-map component "SKRZ-Au" |

| Unknown route-map component "CONTgq" | Unknown route-map component "ABZg+r" |  |

| Station on track |

| Unknown route-map component "hKRZWae" |

| Continuation forward |